# Marcia Rachel Clark
Marcia Rachel Clark (urodzona jako Marcia Rachel Kleks; 31 sierpnia 1953) – amerykańska prokurator, autorka książek oraz komentatorka telewizyjna. Była głównym oskarżycielem prowadzącym proces O.J.Simpsona.

## Kariera

### Adwokatka
Pracę w stanie Kalifornia rozpoczęła w 1979 roku. Prowadziła prywatną praktykę oraz pracowała jako obrońca publiczny dla miasta Los Angeles zanim została prokuratorem w 1981 roku. Pracowała jako zastępca prokuratora okręgowego w hrabstwie Los Angeles w Kalifornii prowadzona przez prokuratora Harveya Gissa.
Clark najlepiej zapamiętana została jako główny prokurator toczącego się w 1995 roku procesu O.J. Simpsona oskarżonego o morderstwo byłej żony Nicole Brown Simpson oraz Rona Goldmana.

### Komentatorka i autorka
Clark zrezygnowała z praktyki po przegranym procesie O.J.Simpsona. Ona oraz Teresa Carpenter napisały książkę na temat sprawy Simpsona pt. Ponad wszelką wątpliwość otrzymując za nią honorarium w wysokości 4.2 miliona dolarów.

## Życie osobiste
Clark w wieku 17 lat została zgwałcona w czasie podróży do Eilat w Izraelu. Po latach stwierdziła, że było to doświadczenie, z którym nigdy się nie pogodziła.
W 1976 roku poślubiła Babriela Horovitza – izraelskiego profesjonalnego gracza tryktraka.
W 1980 roku Clark poślubiła drugiego męża, Gordona Clarka, programistę komputerowego i administratora systemów komputerowych pracującego dla Kościoła Scjentologicznego. Rozwiodła się w 1995 roku. Ma dwóch synów.